# الحسين الملكي
الحسين الملكي (توفي بالرباط يوم 2 أبريل 2018) هو سياسي ومحامي وحقوقي ومناضل مغربي. صاحب نظرية الكد والسعاية، المعروفة في الأعراف الأمازيغية باسم «Tamazzalt» أو «Tighrad»، وتعرف في الدارجة المغربية تحت اسم «جرية» والتي خصص لها من حياته ليالي وأيام، ابتداء من سنة 1999 ليؤلف في هذه النظرية القانونية الموروثة عن أجداد وجدات سكان شمال أفريقيا الأقدمين.
قضى الملكي جزءا آخر من حياته وهو يحاضر في منتديات الجمعيات الثقافية، ومنظمات الحركة النسائية، يشرح ويدافع عن نظريته القانونية، ويتصل بالصحافة والمجتمع المدني كلما سنحت له الفرصة، حتى اشتهر في الأوساط القانونية من محامين وقضاة، وقاضيات، بكتابه الذي أصبح مرجعا، وجعل صاحبه يدخل في صف علماء النظرية القانونية.

## وفاته
إثر أزمة قلبية ألمت به يوم السبت 31 مارس 2018، لينقل إلى مصحة أكدال بمدينة الرباط، حيث أجريت له عملية جراحية، إلا أنه فارق الحياة بعد زوال الاثنين 2 أبريل 2018. وري الثرى بعد عصر الثلاثاء 3 أبريل 2018 في مقبرة الشهداء بالرباط.

## من مؤلفاته
- كتاب: نظام الكد والسعاية، من الحقوق المالية للمرأة.
- كتاب: أراضي الجماعات السلالية، وجماعات القبائل (في جزأين).
- الحقوق المالية للمرأة على ضوء مقتضيات نظام الكد والسعاية (صدر في جزأين عن مطبعة البيضاوي بالرباط (طبعة 2010).